# 莱格朗日
莱格朗日（法語：Les Granges，法語發音：[le ɡʁɑ̃ʒ]）是法国奥布省的一个市镇，位于该省南部，属于特鲁瓦区。

## 地理
莱格朗日（48°3'31"N, 4°3'13"E）面积1.61 平方千米，位于法国大東部大區奥布省，该省份为法国中北部省份，北起马恩省，西接塞纳-马恩省，西南至约讷省，东南至科多尔省，东临上马恩省。
与莱格朗日接壤的市镇（或旧市镇、城区）包括：屈桑日、蒂尔日、旺莱。

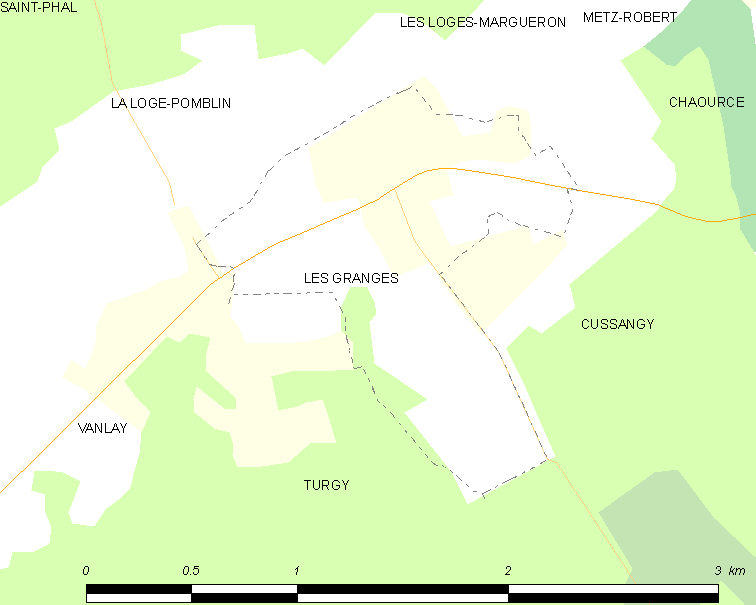
莱格朗日的OSM定位图

莱格朗日的时区为UTC+01:00、UTC+02:00（夏令时）。

## 行政
莱格朗日的邮政编码为10210，INSEE市镇编码为10168。

## 政治
莱格朗日所属的省级选区为莱里塞县。

## 人口

1962-2008年间莱格朗日人口变化图示

莱格朗日于2022年1月1日时的人口数量为80人。